# Кузик, Пётр Николаевич
Пётр Николаевич Кузик (укр. Петро Миколайович Кузик; род. 1 августа 1979, Киев) — украинский политик и предприниматель. Глава Деснянского района Киева (2014). Депутат Броварского городского совета VI созыва (2010—2014) и Киевского городского совета VII и VIII созывов (2014—2015, 2015—2020). Член ВО «Свобода».

## Биография
Родился 1 августа 1979 года в Киеве на Троещине.
С 1998 по 2004 год являлся экономистом в издательском центре. В 2004 году стал директором предприятия «ТВК Внешняя реклама», по другим данным, с этого года являлся директором издательского центра «Экслибрис». Кузик значится основателем компании по строительству газопроводов «Добробут в доме» и компании «Ипсилон сервис», занимающейся установкой охранных систем. В 2005 году окончил Киевскую академию водного транспорта по специальности «экономика». Позже окончил Киевский институт инвестиционного менеджмента.
В 2007 году стал членом ВО «Свобода». В 2010 году был избран депутатом Броварского городского совета VI созыва (2010—2014). Кузик отсутствовал на более 50 % заседаниях горсовета. На выборах в украинский парламент 2012 года входил в список «Свободы», но в Верховную раду избран не был. Являлся помощником народного депутата Андрея Ильенко (2012—2014). В 2014 году являлся бойцом отдельной добровольческой четы «Карпатская Сечь».
После смены власти на Украине в феврале 2014 года исполняющий обязанности президента Александр Турчинов 22 марта 2014 года назначил Кузика главой районной государственной администрации Деснянского района Киева. Проработал в должности главы РГА около полугода. 15 сентября 2014 года президент Украины Пётр Порошенко подписал указ об увольнении Кузика с должности.
В сентябре 2014 года стал депутатом Киевского городского совета VII созыва. Входил в постоянную комиссию по вопросам торговли, предпринимательства и регуляторной политики. Спустя год вновь стал депутатом Киевсовета VIII созыва. Кузик занял кресло первого заместителя председателя постоянной комиссии по вопросам бюджета и социально-экономического развития. В качестве депутата Кузик также пропустил более 50 % заседаний Киевсовета.
C 2016 года является бенефициаром компании «Панський кошик», занимающейся розничной торговлей.
12 октября 2018 года Кузик случайно ранил себя во время чистки наградного оружия.

## Семья
Женат, воспитывает дочь.